# Niederländischer Meister (Eishockey)
Der niederländische Meister wird im Eishockey seit der Saison 1937/38 ausgespielt. In den Niederlanden gibt es fünf Eishockeyligen (BeNe League (ersetzt die Eredivisie), 1ste/2te/3te/4te divisie). Die Meisterschaft wurde von der Saison 1945/46 bis 2014/15 mit Unterbrechungen in der höchsten Spielklasse, der Eredivisie, ausgespielt. In der Saison 2015/16 wurde der bestplatzierte niederländische Verein der BeNe League niederländischer Meister. Ab der Saison 2016/17 wird der niederländische Meister in einem Final Four ermittelt, für das die vier besten niederländischen Mannschaften der Hauptrunde der BeNe League qualifizieren.

## Titelträger
- 2019/20: Flyers Heerenveen (4:2) Hijs Hokij Den Haag
- 2018/19: Devils Nijmegen (7:4) Hijs Hokij Den Haag
- 2017/18: Hijs Hokij Den Haag (1:0) Flyers Heerenveen
- 2016/17: Heerenveen Flyers (5:2) Hijs Hokij Den Haag
- 2015/16: Heerenveen Flyers
- 2014/15: DESTIL Trappers Tilburg (5:2) Heerenveen Flyers
- 2013/14: DESTIL Trappers Tilburg (4:2) HYS The Hague
- 2012/13: HYS The Hague (3:0) DESTIL Trappers Tilburg
- 2011/12: Ruijters Eaters Geleen (3:2 n. V., 3:1, 2:3, 5:2, 7:1) HYS The Hague
- 2010/11: HYS The Haag (6:4, 4:2, 5:1, 2:7, 5:4) DESTIL Trappers Tilburg
- 2009/10: Nijmegen Devils (5:1 6:3 5:4) DESTIL Trappers Tilburg
- 2008/09: HYS Den Haag (4:3 4:6 1:2 3:2 5:1) DESTIL Trappers Tilburg
- 2007/08: DESTIL Trappers Tilburg (5:2, 3:2 n. V., 5:3) Vadeko Flyers Heerenveen
- 2006/07: DESTIL Trappers Tilburg (5:2 3:2 5:3) Vadeko Flyers Heerenveen
- 2005/06: Nijmegen Emperors (5:1 2:3 4:2 4:7 5:2) Vadeko Flyers Heerenveen
- 2004/05: Amsterdam Bulldogs (5:4 5:1 6:3) Vadeko Flyers Heerenveen
- 2003/04: Amsterdam Bulldogs (4:1 5:1 3:4 2:7 2:1) Tilburg Diamant Trappers
- 2002/03: Boretti Tigers Amsterdam (5:6 4:1 6:3 2:5 4:2) Max Tigers Nijmegen
- 2001/02: Boretti Tigers Amsterdam (6:3 6:1 3:1) Formido Flyers Heerenveen
- 2000/01: Diamant Trappers Tilburg (1:3 4:3 4:0 4:0) Homemade Tigers Nijmegen
- 1999/00: Agio Huys Tigers Nijmegen (4:2 1:2 5:4 4:0 4:1) Tilburg Trappers
- 1998/99: Agio Huys Tigers Nijmegen (6:1 6:3 6:8 13:4 3:4 4:2) Belfe Tigers Amsterdam
- 1997/98: Van Heumen Tigers Nijmegen (6:3 8:4 5:7 7:2 3:1) CVT Keuken Trappers Tilburg
- 1996/97: Fulda Tigers Nijmegen (5:1 0:6 7:2 4:0 4:1) CVT Keuken Trappers Tilburg)
- 1995/96: CVT Keuken Trappers Tilburg (2:3 1:4 6:2 4:3 6:2 2:5 6:5) Fulda Tigers Nijmegen
- 1994/95: Couwenberg Trappers Tilburg (5:4 5:2 14:2) Hatulek Heaters Geleen
- 1993/94: Couwenberg Trappers Tilburg (3:6 5:4 1:3 4:3 5:3 3:2) Smoke Eaters Geleen
- 1992/93: Flame Guards Nijmegen (2:7 6:3 0:5 4:3 3:2 7:3) Smoke Eaters Geleen
- 1991/92: Pro Badge Utrecht (4:3 4:6 4:3 5:3) Smoke Eaters Geleen
- 1990/91: Peter Langhout Reizen Utrecht (4:2 5:4 3:5 2:4 4:1) Tilburg Trappers
- 1989/90: Gunco Panda's Rotterdam (13:1 7:1 8:2) Spitman Nijmegen
- 1988/89: Gunco Panda's Rotterdam
- 1987/88: Spitman Nijmegen
- 1986/87: IJ.H.C. Rotterdam Panda's
- 1985/86: Lada GIJS Groningen
- 1984/85: Deko Builders Amsterdam
- 1983/84: Vissers Nijmegen
- 1982/83: Feenstra Flyers Heerenveen
- 1981/82: Feenstra Flyers Heerenveen
- 1980/81: Feenstra Flyers Heerenveen
- 1979/80: Feenstra Flyers Heerenveen
- 1978/79: Feenstra Flyers Heerenveen
- 1977/78: Feenstra Verwarming Heerenveen
- 1976/77: Feenstra Verwarming Heerenveen
- 1975/76: Tilburg Trappers
- 1974/75: Tilburg Trappers
- 1973/74: Tilburg Trappers
- 1972/73: Tilburg Trappers
- 1971/72: Tilburg Trappers
- 1970/71: Tilburg Trappers
- 1969/70: S.IJ. Den Bosch
- 1968/69: H.H.IJ.S. Hoky Den Haag
- 1967/68: H.H.IJ.S. Hoky Den Haag
- 1966/67: H.H.IJ.S. Hoky Den Haag
- 1965/66: H.H.IJ.S. Hoky Den Haag
- 1964/65: H.H.IJ.S. Hoky Den Haag
- 1951–1964: keine Meisterschaften
- 1949/50: IJsvogels Amsterdam
- 1948/49: keine Meisterschaften
- 1947/48: H.H.IJ.C. Den Haag
- 1946/47: T.IJ.S.C. Tilburg
- 1945/46: H.H.IJ.C. Den Haag

## Meisterschaften nach Teams
| Titel | Mannschaft                  | Jahr |
| ----- | --------------------------- | --- |
| 15    | Tilburg Trappers            | 1946/47, 1970/71, 1971/72, 1972/73, 1973/74, 1974/75, 1975/76, 1993/94, 1994/95, 1995/96, 2000/01, 2006/07, 2007/08, 2013/14, 2014/15 |
| 11    | Hijs Hokij Den Haag         | 1945/46, 1947/48, 1964/65, 1965/66, 1966/67, 1967/68, 1968/69, 2008/09, 2010/11, 2012/13, 2017/18                                     |
| 10    | Heerenveen Flyers           | 1976/77, 1977/78, 1978/79, 1979/80, 1980/81, 1981/82, 1982/83, 2015/16, 2016/17, 2019/20                                              |
| 10    | Nijmegen Devils             | 1983/84, 1987/88, 1992/93, 1996/97, 1997/98, 1998/99, 1999/00, 2005/06, 2009/10, 2018/19                                              |
| 6     | Amstel Tijgers Amsterdam    | 1949/50, 1984/85, 2001/02, 2002/03, 2003/04, 2004/05                                                                                  |
| 3     | Rotterdam Panda's           | 1986/87, 1988/89, 1989/90 |
| 2     | Pro Badge Utrecht           | 1990/91, 1991/92 |
| 1     | Eaters Geleen               | 2011/12 |
| 1     | GIJS Groningen              | 1985/86 |
| 1     | Red Eagles 's-Hertogenbosch | 1969/70 |